# Kenichi Enomoto
Kenichi Enomoto (榎本 健一, Enomoto Ken’ichi) (Akasaka, 11 de outubro de 1904 — Minato, 7 de janeiro de 1970) foi um popular e cortejante comediante japonês, melhor conhecido por seu nome artístico Enoken (エノケン).
Enomoto foi um inovador majoritário durante seu auge, shows de palcos, participações radiofônicas e seus papéis no cinema foram de uma grande influência dentro do teatro de Tóquio antes da Segunda Guerra Mundial, tendo sido catalisado pela ressurreição da comédia no período pós-guerra.
Nascido em Aoyama, Tóquio, filho de proprietários de lojas de biscoitos de arroz, Enomoto caiu sob os encantos de estrelas da Ópera de Asakusa como Taya Rikizo e Fujiwara Yoshie, e em 1922 ele fez sua estréia nos palcos aos 18 anos como membro de um coral do Teatro de Asakusa Kinryukan. O Grande Terremoto de Kantō de 1923 do ano seguinte deu um grande sopro para o mundo da ópera em Tóquio, ao tempo em que Enomoto foi transferido para o teatro cômico. Interpretando papéis pequenos em várias produções de comédia, ele retornou aos palcos de Asakusa em 1929, como parte da companhia teatral Cassino Folly. O ano seguinte viu-o lançar sua própria companhia teatral, a Enoken Gekidan, que o estabeleceria firmemente como uma figura de lideranças nos círculos teatrais de Tóquio. Em 1934, ele estrelou o filme Enoken no Seishun Suikoden e ganhou popularidade nacional. Sua carreira cinematográfica subseqüente o viu parodiar todo um desfile de personagens históricos do Japão, incluindo Kondo Isamu e Sakamoto Ryoma, em uma série de filmes jidai-geki (dramas históricos) e chanbara (dramas de samurai), incluindo alguns dirigidos pelo então pouco conhecido Akira Kurosawa.
Enomoto se tornou atormentado por uma necrose em sua perna direita nos anos 50, que exigiu a amputação de seu membro, abreviando sua carreira como ator, tanto nos palcos como no cinema. Fez, entretanto, um retorno legendário no Teatro Koma de Shinjuku em 1963, usando uma perna artificial. Ele morreu em 1970 e está enterrado no Templo Hase em Nishi-Azabu, Minato-ku, Tóquio, de cirrose hepática devido ao alto consumo de álcool em decorrência de seus problemas pessoais de saúde. Na tumba de Kenichi está gravada a alcunha "O Rei da Comédia".